# Liste der Monuments historiques in Champaubert
Die Liste der Monuments historiques in Champaubert führt die Monuments historiques in der französischen Gemeinde Champaubert auf.

## Liste der Objekte
| Bezeichnung    | Beschreibung | Standort                     | Kennzeichnung | Schutzstatus | Datum | Bild |
| -------------- | --- | ---------------------------- | ------------- | ------------ | ----- | ---- |
| Triumphbogen   | Schmiedeeisen, vergoldet, zweite Hälfte des 18. Jahrhunderts                                                                           | in der Kirche St-Remi (Lage) | PM51003327    | Inscrit      | 1993  |      |
| Kommuniontisch | Schmiedeeisen, vergoldet, zweite Hälfte des 18. Jahrhunderts                                                                           | in der Kirche St-Remi (Lage) | PM51003328    | Inscrit      | 1993  |      |
| Glocke         | Bronze, 1542 gegossen | in der Kirche St-Remi (Lage) | PM51000263    | Classé       | 1946  |      |
| Hauptaltar     | Altartisch, Tabernakel, Retabel und Gemälde Heiliger Remigius; Kalkstein und Holz, farbig gefasst, sowie Ölfarbe auf Leinwand, um 1828 | in der Kirche St-Remi (Lage) | PM51003329    | Inscrit      | 1993  |      |